# 查菲 (北達科他州)
查菲（英語：Chaffee）是位於美國北達科他州卡斯縣的非建制地區。

## 歷史
查菲的郵局於1894年設立，其後於1966年停運。

## 地理
查菲所處的海拔為高於海平面295米（即968英呎），而該地所採用的時區為UTC-6，即北美中部时区（CST）。同時該地設有夏令時間，為UTC-6調快一小時，即UTC-5（CDT）。